# Slovenske dramatičarke
Dramatičarke v slovenski literaturi so redke, čeprav segajo začetki dramskega pisanja že k prvim slovenskim pisateljicam, Luizi Pesjak in Zofki Kveder.  V 20. stol. se med drugimi pojavljajo še  Marija Kmet, Manica Koman, Marija Fele, Marija Mijot, Matilda Košutnik, Ilka Vašte, Silva Trdina, Manica Lobnik, Tanja Drmec, Ljuba Prenner, Mira Mihelič, Alenka Goljevšček in Dragica Potočnjak  .  Večji prodor dramatičark je opaziti po letu 2000. V slovenskem gledališkem prostoru so se v tem obdobju uspešno predstavile Dragica Potočnjak, Saša Pavček, Desa Muck, Žanina Mirčevska, Saša Rakef, Simona Semenič, Zalka Grabner Kogoj, Martina Šiler, Kim Komljanec, Tina Kosi, Špela Stres, Andreja Inkret, Ana Lasić, Mira Mihelič , Alenka Goljevšček idr. Po večini so tudi drugače  povezane z gledališčem – kot dramaturginje, igralke, režiserke in prevajalke. Njihov opus je  tematsko, motivno in idejno pa tudi stilno raznoroden, žanrski modele in dramaturška iskanja različna. Po letu 2000  je narastlo število besediil, ki jih na natečaj za Grumovo nagrado, tj. nagrado za najboljše izvirno slovensko dramsko besedilo, pošiljajo dramatičarke. Leta 2007 pa je prvič v zgodovini podeljevanja, katerega začetki segajo v leto 1979, ta nagrada pripadla dramatičarki in sicer Dragici Potočnjak za dramo Za naše mlade dame. Leta 2009 sta nagrado prejeli še Simona Semenič za 5fantkov.si in Žanina Mirčevska za Konec Atlasa.
Drame slovenskih dramatičark zaznamujejo najrazličnejše poetike,  v središču zanimanja  sodobnih dram so prikazi medsebojnih odnosov v današnjem svetu, odnosi med starši in otroki, kjer je v ospredju odnos med materjo in hčerjo (npr. Saša Rakef: Zatočišče, Dragica Potočnjak: Sanje in strah, Za naše mlade dame), odnosi med moškim in žensko (npr. Desa Muck: Neskončno ljubljeni moški, Saša Pavček: Čisti vrelec ljubezni, Kim Komljanec: Škart, Simona Semenič: Nogavice, Zalka Grabnar Kogoj: Ravnotežje) ali odnosi med ženskami različnih generacij (npr. Dragica Potočnjak:  Alisa, Alica, Kalea). Dramska besedila prikazujejo čustveno pohabljenost dramskih oseb, disfunkcionalnost družine, vztrajanja v brezperspektivnih zvezah, prešuštvo, osamljenost, izpraznjenost odnosov, karierizem, vse to vpeto v družbeno stvarnost sodobnega sveta.